# Truman Capote
Truman Capote (n. 30 septembrie 1924, parohia Orleans⁠(d), Louisiana, SUA – d. 25 august 1984, Los Angeles, California, SUA), născut Truman Streckfus Persons, a fost un scriitor și scenarist american. Începuturile carierei sale scriitoricești se leagă de literatura gotică sudistă, grăitor în acest sens fiind romanul Alte glasuri, alte încăperi.
Mai târziu a dezvoltat interesul pentru un stil de scriere jurnalistic, punând bazele romanului-reportaj construit cu personaje și evenimente reale datorită operei de succes Cu sânge rece. Alte lucrări reprezentative ale autorului american sunt Harfa de iarbă, Mic dejun la Tiffany sau Muzică pentru cameleoni.

## Primii ani de viață
S-a născut la New Orleans, cu numele Truman Streckfus Persons. Părinții săi, Lillie Mae Faulk, o demimondenă cu veleități artistice în vârstă de 17 ani și Archulus Persons, avocat, au divorțat pe când el avea doar patru ani, eveniment care-i va marca profund sensibilitatea. În lungile peregrinări, purtat de mama sa prin încăperi închiriate și camere precare de hotel, copilul a învățat singur să scrie și să citească.

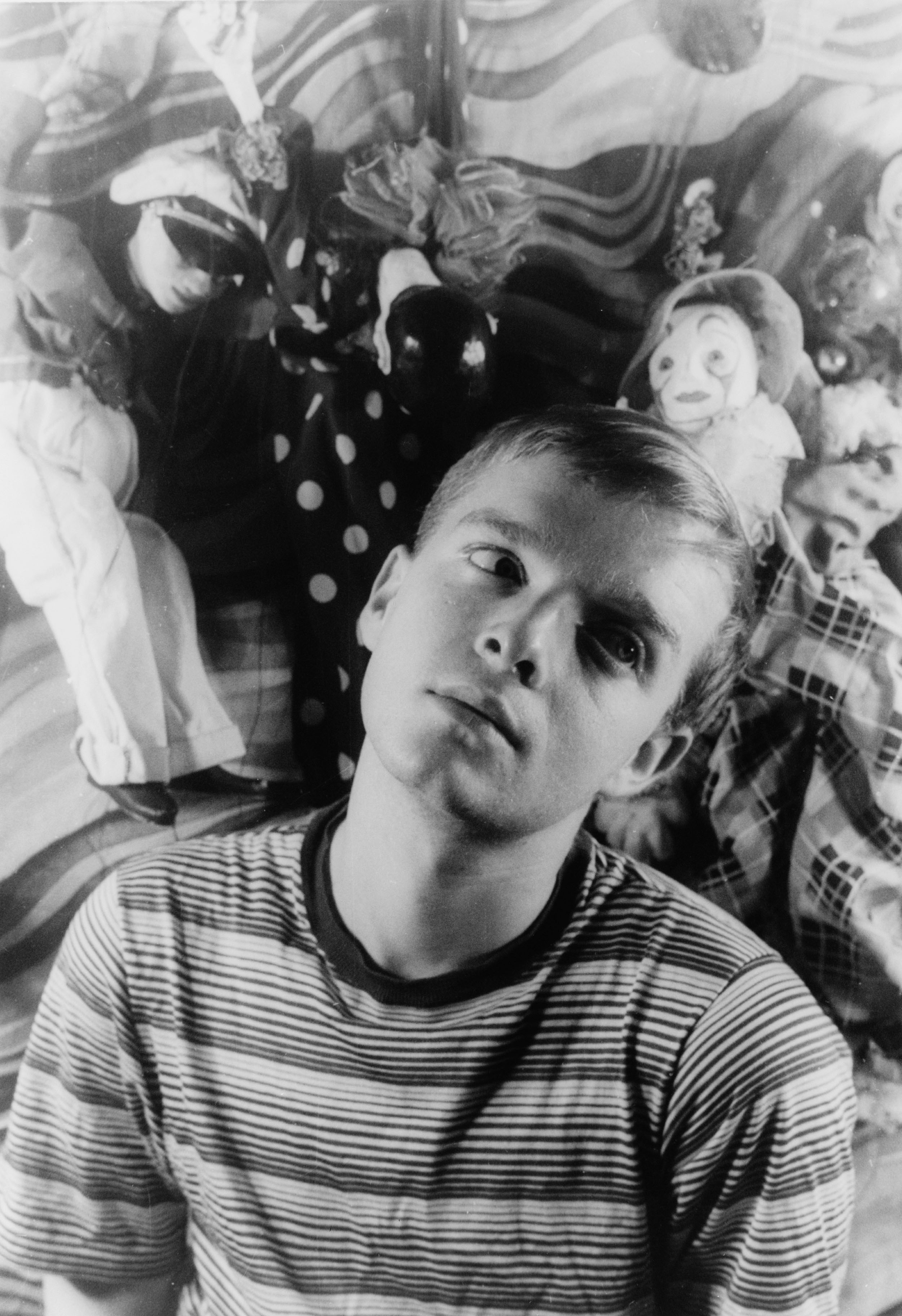
Truman Capote fotografiat de Carl Van Vechten în 1948

Mama îl încredințează, până la urmă, spre creștere mătușilor lui din sud; ajunge astfel în orășelul Monroeville din statul Alabama, o comunitate conservatoare destul de săracă unde va rămâne aproape un deceniu. Va petrece acolo anii de aventură ai unei copilării idilice, în sânul naturii și într-o deplină libertate, pe care îi va evoca mereu cu nostalgie în scrierile sale. Afecțiunea copilului Truman se îndreaptă mai ales spre una din verișoarele lui în vârstă, Sook Faulk, persoană de o candoare și un simț moral care-l vor marca, admirabil portretizată în nuvelele „O amintire de Crăciun” și „Oaspetele din Ziua Recunoștinței”. Printre copiii care îi sunt tovarăși de joacă în acei ani se află și Harper Lee, autoarea de mai târziu a romanului „Să ucizi o pasăre cântătoare” și cea care avea să-i rămână prietenă întreaga viață. Copilăria lui Truman Capote este umbrită însă de absența părinților și de statutul aparte pe care ea i-l conferea în ochii celorlalți copii; în excursiile la care participau tații acestora, el e nevoit să vină mereu singur și să inventeze povești neverosimile despre tatăl său: „Mă simțeam ca un fel de orfan spiritual, ca o țestoasă întoarsă pe spate”.
Mama lui se recăsătorește în 1933 cu un om de afaceri new-yorkez, Joseph Capote, mutându-se alături de acesta în New York. Tânărul Truman îi urmează; este fascinat rapid de tumultul și farmecul marelui oraș. Tatăl său vitreg îl adoptă oficial, schimbându-i în acte numele în Truman Garcia Capote. Mama, o narcisică devenită alcoolică, pe care băiatul o iubește enorm, e oripilată de la început de latura lui efeminată, umilindu-l cu cruzime și în mod repetat. E înscris pe rând la mai multe școli private. Din cauza rezultatelor dezastruoase la învățătură, părinții sunt sfătuiți să își supună copilul, bănuit de retardare, unui examen psihiatric. În urma testelor, află cu surprindere că acesta a obținut calificative neobișnuit de înalte și este clasificat drept „geniu”. Profesoara de engleză de la Greenwich High School este prima care îi remarcă talentul. Visul copilului a rămas același dintotdeauna: să devină scriitor. La 17 ani, abandonează școala, considerând că instrucția e irelevantă pentru talentul literar, și primește o slujbă măruntă la The New Yorker, publicația unde îi vor apărea mai târziu multe din lucrările sale celebre.

## Cariera

### Debutul literar
Oamenii ca mine au știut mereu unde au vrut să ajungă. Mulți își petrec jumătate din viață fără să știe acest lucru. (...) Eu însă am știut întotdeauna că doresc să fiu scriitor și că doresc să fiu bogat și celebru.
– Truman Capote  
Începe să scrie proză scurtă, trimițându-și încercările literare la redacțiile mai multor publicații. Abandonează un prim roman, „O vară de răscruce”, pe care îl consideră prea slab (acesta va fi publicat postum, în 2005, în pofida dispoziției lui exprese). Nuvela „Miriam”, apărută în Mademoiselle, este remarcată imediat, iar tânărul Capote e răsplătit cu Premiul O. Henry, premiu acordat celei mai bune nuvele de debut. Această primă reușită îi facilitează semnarea unui contract cu editura Random House, care îi oferă și un avans de 1.500 de dolari pentru viitorul roman. Apărut în 1948 sub titlul „Alte glasuri, alte încăperi”, romanul se impune imediat ca bestseller, fiind recunoscut ca un eveniment pe piața cărții și în lumea literară.
Un scandal colateral avea să sprijine eficient nivelul remarcabil al vânzărilor: poza de pe coperta a patra a cărții îl înfățișează pe autor într-o postură considerată „șocantă”. Unii cititori protestează la vederea fotografiei, declarându-se scandalizați de sugestia licențioasă pe care aceasta o îngăduie. Poza face înconjurul Americii, reluată în cotidiane și dezbătută în publicații mondene. Editura profită rapid și trimite în librării afișe publicitare reproducând fotografia, pe care stă scris cu litere de-o șchioapă: „Acesta este Truman Capote”. Abila manevră de marketing sporește rumoarea provocată de carte și impune numele autorului acolo unde acesta își dorise întotdeauna să ajungă: în rândurile jet set-ului american, lumea de miraj și strălucire a bogaților și a celebrităților din domeniul literar, artistic sau monden. „Trebuia să am succes, și trebuia să am succes devreme”, declară el în 1978, rememorându-și debutul.

### În jet set

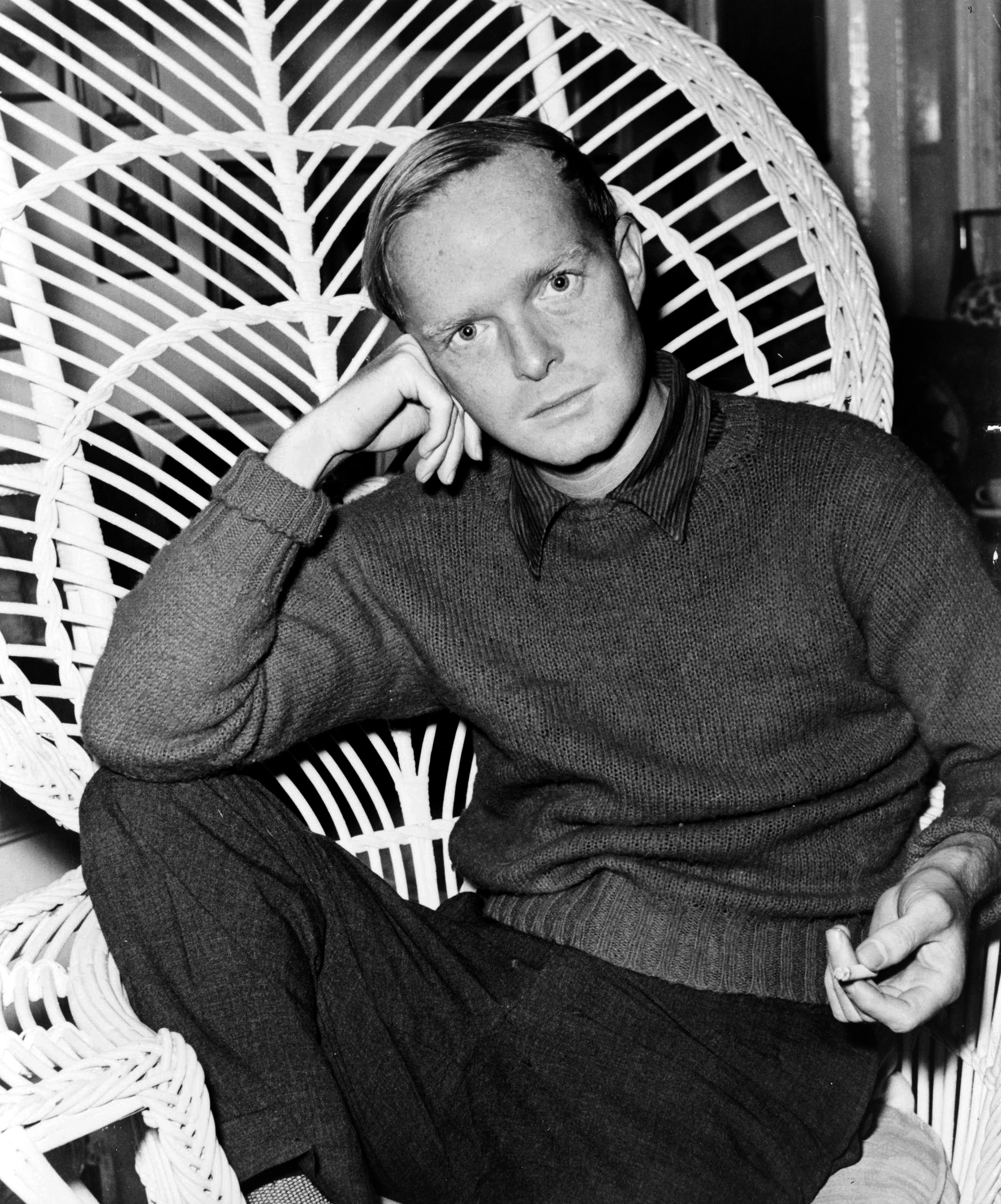
Truman Capote în 1959 — Fotografie realizată de Roger Higgins pentru ziarul New York World-Telegram and Sun

Capote publică în anii următori o serie de nuvele, interviuri, articole și însemnări de călătorie, cu predilecție în The New Yorker. Acestea vor fi antologate în volumele „Arborele nopții și alte povestiri” (1949), „Culoarea locală” (1950) și „Au cuvântul muzele” (1956). Sunt anii libertății sale depline. Începe să câștige de pe urma scrisului, să cunoască numeroși autori din întreaga lume și să călătorească mult peste ocean, cu precădere în Europa.
Prima colaborare cu studiourile de film de la Hollywood are loc în urma ecranizării piesei „Harfa de iarbă”. Interesat de noua lume pe care o descoperă, va scrie, singur sau în colaborare, câteva scenarii de film, teatru sau musical.
Homosexual, amator de petreceri și amfitrion al unora dintre ele (celebrul Black and White Ball, un bal mascat cu 500 de invitați îmbrăcați doar în alb și negru, considerat „petrecerea secolului”, este organizat de el), înconjurat de numeroși admiratori și prieteni, respectat și temut pentru remarcile sale ascuțite și adesea memorabile (este supranumit „mica teroare”, aluzie la cei 1,62 m ai staturii sale), Truman Capote găsește în atmosfera frivolă care înconjura lumea filmului din acei ani terenul ideal de inspirație și manifestare pentru libertatea sa de creație.
Consacrarea deplină sosește în 1958, Capote publică al doilea roman, inițial considerat o nuvelă mai extinsă, „Mic dejun la Tiffany”. Aducându-i vânzări importante, ecranizat, mai apoi, în 1961, cu Audrey Hepburn, în rolul grațioasei eroine Holly Golightly, romanul îi aduce recunoașterea deplină a criticii și a publicului, transformându-l imediat într-o celebritate.
Tot atunci va primi însă și vestea de care se temuse tot timpul, aceea că mama sa s-a sinucis; artista minoră nu reușise să intre în lumea ale cărei porți se deschiseseră larg pentru el. Acest contrast îi dă prima idee de a scrie „Rugăciuni împlinite”. Succesul îl ajută totuși să suporte cu stoicism drama; scrie în continuare, călătorește, face proiecte. Scriitorul este filmat, premiat, invitat în saloane și la evenimentele timpului, adulat de public și recunoscut pe stradă. Un statut măgulitor care, în primă instanță, care nu îi displace deloc și pe care, de altfel, și-l dorise. Abia intrat în această lume pe care avea să o descrie, mai târziu, cu detașare și acrimonie, îi observă atent slăbiciunile, regulile nescrise și protagoniștii.

### Punctul de cotitură — romanul „Cu sânge rece”

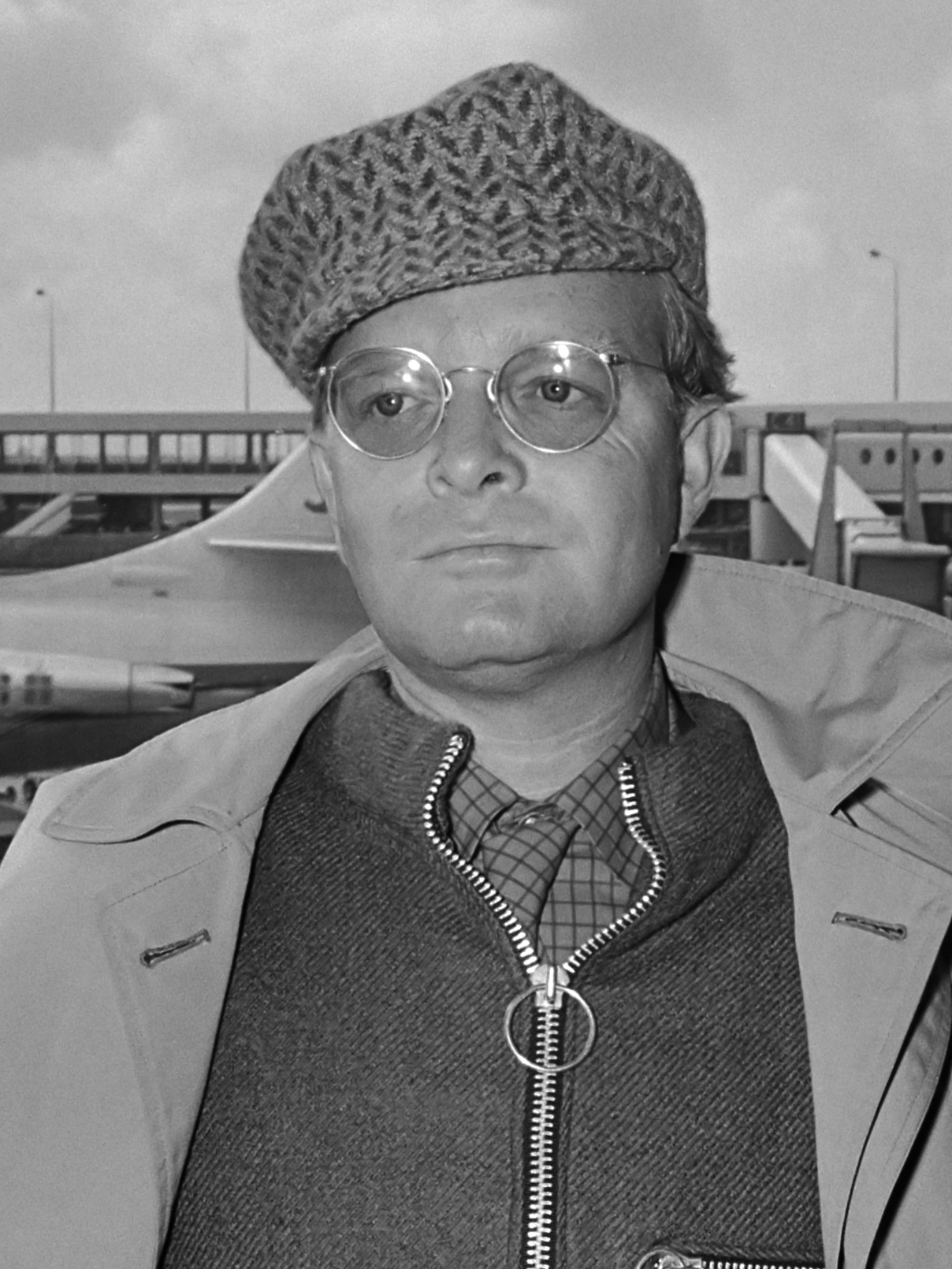
Truman Capote pe Aeroportul Schiphol din Amsterdam pentru premiera filmului Cu sânge rece, ecranizare a romanului omonim din 1968

În liniștea apartamentului său din Long Island, Truman Capote deschide într-o dimineață de noiembrie a anului 1959, ziarul The New York Times, unde citește o scurtă relatare a unei crime sângeroase petrecute în Holcomb,  Kansas.
Doi tineri jefuiesc casa unui fermier, ucigând până la urmă întreaga familie, pe acesta, soția sa și cei doi copii. Notița are un efect hipnotic. Violența și absurditatea acelei crime, petrecută într-un orășel îndepărtat din Sud, într-o comunitate liniștită și conservatoare, captează interesul lui Capote. O roagă pe Harper Lee să-l însoțească imediat la fața locului, pentru a cerceta împrejurările crimei și a scrie un reportaj ca trimis al săptămânalului The New Yorker.
Debutează astfel o poveste uimitoare, acoperind șase ani de cercetări exhaustive și zeci de interviuri, culminând, după condamnarea și executarea criminalilor, cu ceea ce avea să devină revelația scenei literare americane: apariția romanului „Cu sânge rece”, carte inaugurând un gen literar nou, „romanul de non-ficțiune”, în care „fiecare cuvânt este adevărat”. Pe plan financiar, cartea este o lovitură și îi aduce două milioane de dolari din vânzări; emoțional, însă, munca la această carte și implicațiile ei morale îl epuizează. Publicat mai întâi în foileton în The New Yorker, romanul apare în 1966 la editura Random House și e considerat „cartea deceniului”, aducându-i deplina recunoaștere internațională.
În același timp, apariția romanului marchează subtil o schimbare în viața autorului. După cum o arată biograful și prietenul său Gerald Clarke, un Capote epuizat de munca de cercetare este nevoit să aștepte câțiva ani verdictul judiciar, condamnarea definitivă și executarea criminalilor, „pentru a avea un final” al cărții în care cei doi apar ca personaje. Ecranizată în filmele Capote (2005) și Infamous (2006), această istorie a sfâșierii lăuntrice a autorului, prins el însuși într-un conflict clasic dintre conștiință și datorie, marchează punctul de cotitură din viața lui Truman Capote.
În timpul redactării romanului, confruntat cu redarea universului dur pe care cartea îl revelă, începe să bea cantități tot mai însemnate de alcool. Prietena sa Phyllis Cerf, soția editorului Bennett Cerf de la Random House, avea să afirme că scrierea acestei cărți e cea care l-a făcut alcoolic. În paralel, întreaga lume a celebrității, pe care o frecventase, cu personajele și strălucirile ei, își pierde subit din importanță. Obținând tot ce-și dorise să obțină, atât pe tărâmul literaturii cât și pe cel al faimei, Capote începe să privească cu o luciditate sporită mecanismele lumii în care s-a afirmat, iluziile, căderile și turpitudinile ei. Începe să experimenteze tot mai mult alcoolul și drogurile ușoare la petrecerile faimoase ale timpului. Observă, ascultă, adună impresii și anecdote, și scrie mai ales, în secret, pregătindu-se de o înfruntare violentă cu lumea de care nu se voia anexat, micul univers frivol și exclusivist al celebrităților americane.

### Anii din urmă

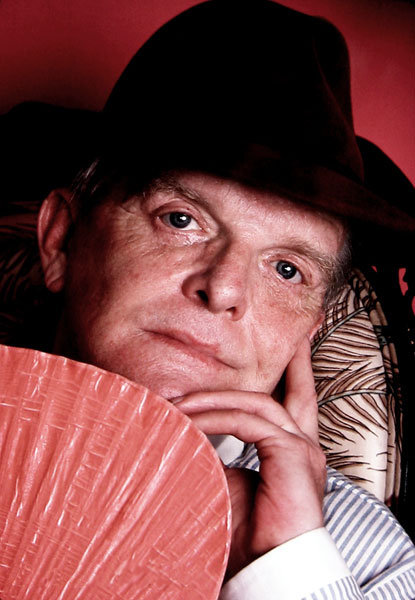
Truman Capote în 1980 — Fotografie de Jack Mitchell

Scriitorul este tradus și reeditat masiv; în continuare, îi apare „Lătratul câinilor”, antologie de texte inedite sau reluate din publicații. Orice text cu semnătura sa este devorat de admiratori. Sunt anii în care Truman Capote e tot mai prezent în conștiința publicului. Participă la diverse talk-show-uri și emisiuni de televiziune, este solicitat și invitat peste tot, spune anecdote, lansează replici acide, face dezvăluiri, creează spectacol. Anunță, mai ales, mereu că lucrează neobosit la o carte, un roman care va fi ceva cu totul diferit și neașteptat, dar al cărui conținut înțelege să nu îl dezvăluie. Va fi un „roman proustian”, ține el să adauge. Nimeni nu bănuie despre ce ar putea fi vorba. Apariția primelor fragmente declanșează, de aceea, o furtună devastatoare.
Apărute în revista Esquire, primele două fragmente din romanul anunțat „Rugăciuni împlinite” produc o explozie de atacuri violente împotriva sa. Se întâmplase inimaginabilul: toate personajele romanului, cu nume abia schimbate, sunt foarte ușor de recunoscut. Actori, regizori, mondeni, vedete, moștenitori ai unor familii, producători TV, editori, agenți literari, filfizoni, bancheri, manechine, artiste, scriitori, amante, magnați ai timpului, cu toții se recunosc, șocați, în personajele înfățișate acolo, cu poveștile, cruzimile, secretele și infidelitățile lor, în artificialitatea și vidul lumii care-i înconjoară. Imediat, scriitorul este izolat total de scena publică. Nu mai este primit nicăieri, toate ușile i se închid în față. Prietenii îl părăsesc în marea lor majoritate, presa se declară dezgustată, criticii desființează la unison cartea. Chiar prietenii vorbesc deschis de o sinucidere simbolică. Scriitorul se apără, explică, apoi renunță: spusese adevărul despre o lume cinică și artificială, care amenința să îl înghită. Prezent în numeroase show-uri de televiziune, cu câțiva prieteni fideli care i-au rămas alături, Capote își petrece ultimii ani continuând să scrie. Publică „Muzică pentru cameleoni”, splendid volum de proză scurtă care este primit cu răceală. Împreună cu prietena sa, actrița Joanne Carson, se mută pe Coasta de Vest, în Los Angeles, unde aceasta avea o proprietate. Reușește să învingă dependența de droguri și alcool, dar în cele din urmă inima sa cedează. Pe 25 august 1984, scriitorul se stinge în brațele prietenei sale. Avea 59 de ani. Stilist desăvârșit, cu o proză intimistă de o mare sensibilitate, tradus în zeci de țări, socotit unul din cei mai mari scriitori ai vremii sale, Truman Capote a marcat istoria literară, opera și viața sa suscitând și astăzi un imens interes din partea publicului.

## Stilul lui Capote
Truman Capote, omulețul acesta plin de curaj, este cel mai împlinit scriitor al unei generații din care fac și eu parte. Frazele lui sunt perfecte până la detaliu, ritmul poveștilor lui este impenetrabil. N-aș schimba o virgulă în „Mic dejun la Tiffany”. 
– Norman Mailer  
„Mic dejun la Tiffany” este opera care l-a consacrat pe Capote. „Mic dejun la Tiffany” este povestea unui scriitor care își amintește că a cunoscut-o, în urmă cu 15 ani, pe când locuia într-un vechi apartament din New York, pe Holly Golightly, o fată excentrică și misterioasă, care locuia în aceeași clădire. În scurt timp, scriitorul aspirant de atunci și fata aceasta ciudată, pe a cărei carte de vizită era scris „călătoare”, devin prieteni apropiați, iar opiniile și modul de viață neconvențional, precum și lucrurile neobișnuite pe care le află despre trecutul și aventurile prin care a trecut vecina sa ajung să-l fascineze tot mai mult. Firul narativ simplu, liniar al microromanului îi permite lui Capote să-și rafineze stilul caracteristic minimalist, într-o formă vie și proaspătă, care i-a adus un succes masiv la critică și public. Raportat la curentul literar, „Mic dejun la Tiffany” aparține postmodernismului („termen folosit într-un sens foarte larg «și adesea confuz» pentru a desemna o categorie amplă de fenomene culturale și a indica o îndepărtare, inițiată în jurul lui 1960, de cultura elitistă a modernismului, în direcția unei abordări eclectice și populiste”).

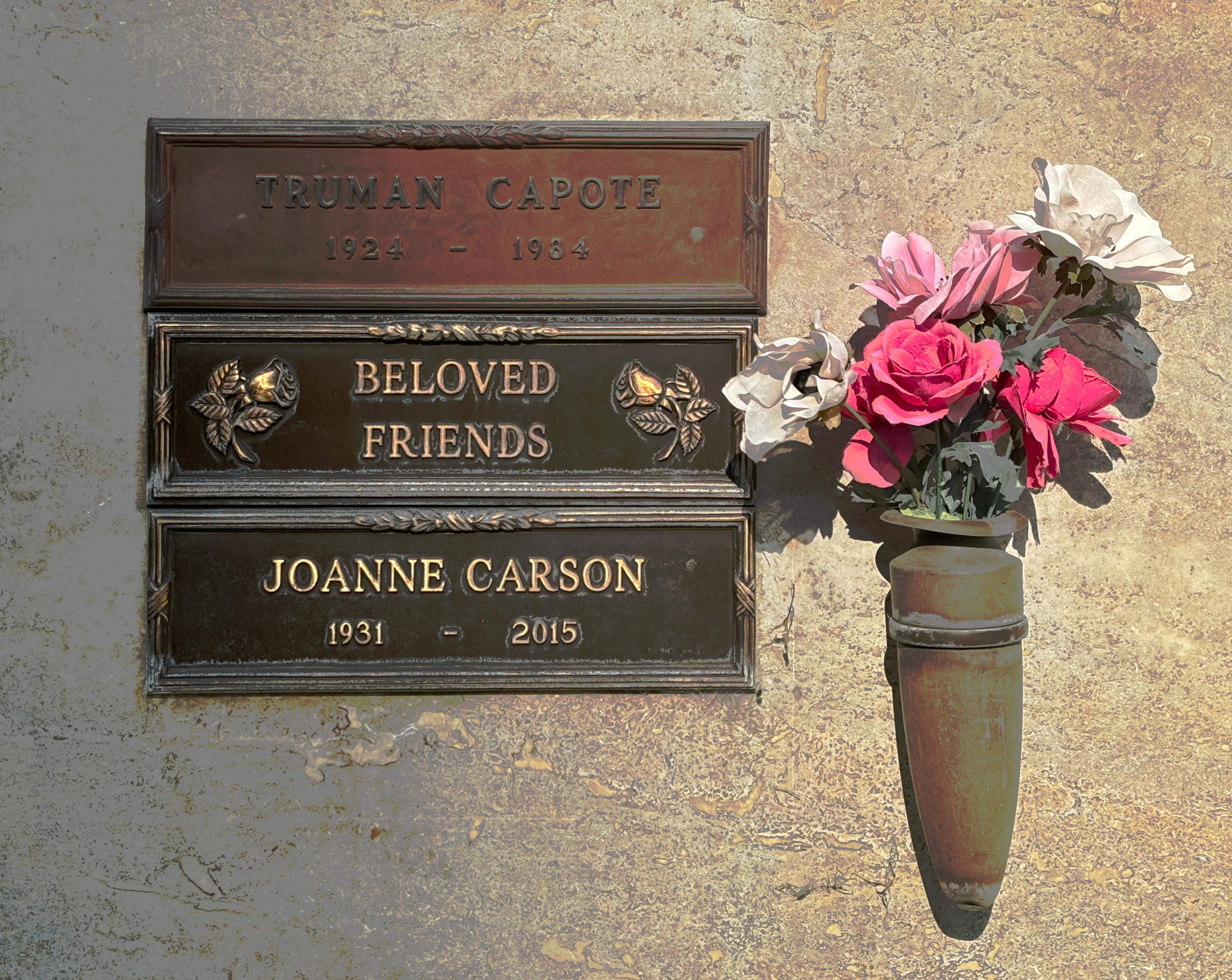
Mormântul lui Truman Capote și al lui Joanne Carson, din Westwood Memorial Park, Los Angeles, statul

Caracterizat de limbajul trivial, romanul „Mic dejun la Tiffany” abordează emanciparea (cu toate că e o falsă emancipare, Holly Golightly s-ar vrea modelul femeii independente, dar este întreținută de bărbați bogați cu care are relații pasagere) și diversitatea sexuală tipice postmodernismului – chiar Holly, eroina principală, măcinată de conflictul dintre nevoia de stabilitate și cea de libertate, dar și de alienarea față de ceilalți, își recunoaște propria diversitate sexuală. Capote fiind un scriitor ale cărui începuturi se află în strânsă legătură cu literatura gotică sudistă, trebuie remarcat faptul că influențele acesteia se regăsesc și în romanul „Mic dejun la Tiffany”. Literatura gotică sudistă se caracterizează prin teme grotești. Poate include elemente ale supranaturalului, însă aceasta este cunoscută prin aceea că are în prim plan personaje tulburate, având ca sursă de inspirație literatura gotică la modă în Anglia secolului al XVIII-lea.
„Mic dejun la Tiffany” contrastează cu romanul „Cu sânge rece” atât prin ton și structură, cât și prin așteptările pe care le are cititorul față de operă. „Cu sânge rece” este romanul cel mai cunoscut al lui Truman Capote, cu un succes imens atât la public, cât și la critică, lansând totodată la vremea sa un nou gen de roman, „de nonficțiune”, cum l-a numit autorul. Cartea prezintă într-un stil elegant și bine calibrat o crima multiplă ce a făcut furori în ziarele de la sfârșitul anului 1959: patru membri ai unei familii prospere din Kansas au fost asasinați în casa lor, de doi escroci mărunți, în căutarea unui seif inexistent. Capote reconstituie minuțios ultima zi din viața victimelor, trecutul și psihologia complicată a criminalilor, peripețiile și transformările subtile prin care trec aceștia după săvârșirea crimei și până când sunt prinși, judecați și executați. Capote pătrunde cât se poate de adânc în mintea protagoniștilor săi, dezvăluindu-le motivațiile, angoasele și iluziile, fără să-și exprime direct nicio poziție morală față de criminali sau condamnarea lor la moarte. Autorul își maschează prezența prin adoptarea unei priviri ce analizează totul cu același interes, construind un hibrid curios, roman realist cu o structură perfect echilibrată și reportaj ultrastilat, imaginativ în același timp.
Procesul de creație a acestei cărți constituie și subiectul filmului Capote (2005), cu Philip Seymour Hoffman în rolul scriitorului.

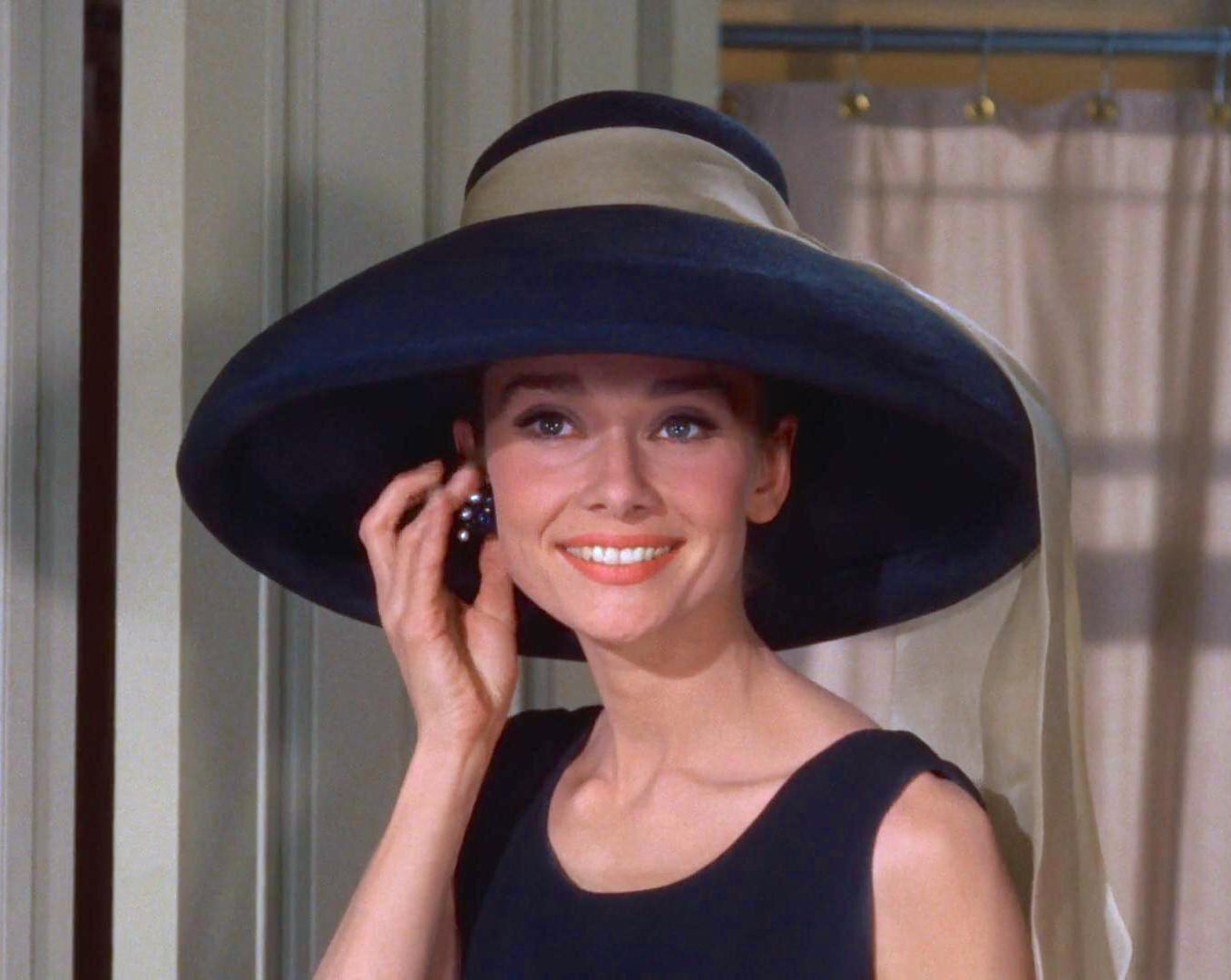
1961 — Audrey Hepburn în rolul Holly Golightly, misterioasa și excentrica femeie din filmul – Mic dejun la Tiffany - Breakfast at Tiffany's — (fotografie din film (engleză screenshot))

În 2014, editorul Peter Haag a descoperit 14 proze scurte, pe când căuta în arhiva Truman Capote din New York Public Library, fragmente lipsă din romanul său neterminat, „Rugăciuni împlinite”. Textele descoperite se pare că au fost scrise de Capote undeva la jumătatea anilor 1930. Criticii afirmă că în aceste texte se ghicește deja stilul sofisticat al lui Capote, gustul lui pentru melodramă și conflicte întunecate, preferința pentru teme precum singurătatea, violul, crima.
Capote a scris despre oameni marginalizați, oameni care au purtat etichete toată viața, nereușind să treacă de puterea acestora. Personajele lui au fost create din propriile frustrări (a fost homosexual) și propriile idei cu privire la ceea ce întâmpla în lume (oamenii de culoare care apar în povestirile lui nu prea găsesc speranță în viețile lor). Personajele lui Capote sunt depersonalizate, fiind doar un ecou al propriilor gânduri și idei. Fiind el însuși un băiat simplu din Monroeville, Alabama, care a reușit să-și depășească condiția, a fost întotdeauna atras de oamenii arătați cu degetul. În povestirile lui timpurii apare des ideea supremației albilor și a torturilor fizice și morale la care au fost supuși oamenii de culoare. 
Pasiunea pentru intruși s-a născut din propriile temeri, fiind homosexual, se temea că oamenii îl vor judeca pe nedrept, punându-i chiar și operele sub semnul întrebării. Aceste încercări de a scrie bine sunt exemplul unui om care și-a depășit condiția, neluând în seamă prejudecățile epocii sau ale oamenilor de care era înconjurat. Un om puternic și sensibil în același timp, un luptător talentat, fără armură sau sabie împotriva lumii. Forța cuvintelor sale a fost mai puternică decât complexele pe care le-a avut, modul de scriere al cuvintelor artistului cucerind cititorii chiar și azi.

## Viață personală
Capote a avut un stil de viață extravagant și nu s-a sfiit să-și afișeze orientarea homosexuală într-o perioadă în care subiectul era tabu. A avut o relație de 35 de ani cu autorul Jack Dunphy.
Unul dintre primii săi iubiți a fost profesorul de literatură Newton Arvin, căruia i-a dedicat romanul „Alte glasuri, alte încăperi”. A avut relații cu celebrități ale epocii, printre care, se pare, și cu actorul Errol Flynn. Deschiderea lui și încurajarea altora pentru deschidere față de homosexualitate, l-au făcut să devină un fel de „jucător important” în domeniul drepturilor homosexualilor.

## Traduceri în limba română
- Capote, Truman, Harfa de iarbă, tradus de Constantin Popescu și Catinca Ralea, București, 1967, 492 pagini: Editura pentru Literatura Universală, Colecția: Meridiane;
- Capote, Truman, Cu sânge rece, tradus de Constantin Popescu, București, 1968, 410 pagini: Editura pentru Literatură, Colecția: Biblioteca pentru toți nr. 449;
- Capote, Truman, O vară de răscruce, tradus de Antoaneta Ralian, București, 2020, 203 pagini: Editura Polirom, Colecția: Top 10+  numărul 484;

## Filmografie
- 1967 — Cu sânge rece (In Cold Blood), regia Richard Brooks, subiectul Truman Capote
- 1976 — Cinci detectivi la miezul nopții (Murder by Death), regia Robert Moore
- 2005 — Capote, film biografic